# SanDisk
SanDisk is een Amerikaanse fabrikant van opslagmedia zoals geheugenkaarten en USB-sticks. Na de overname door Western Digital in 2014 werd het een merknaam van dat bedrijf. In maart 2019 was het de op drie na grootste fabrikant van flashgeheugen.

## Geschiedenis
SanDisk werd in 1988 opgericht als SunDisk door Eli Harari, Sanjay Mehrotra en Jack Yuan. In 1991 produceerde men de eerste solid state drive (SSD) in een 2,5 inch-formaat met een capaciteit van 20 megabyte.
Vanaf 2000 gingen Toshiba en SanDisk samenwerken aan de ontwikkeling en productie van flashgeheugen, hoofdzakelijk voor digitale camera's.
Met de overname door Western Digital in 2016 was een bedrag gemoeid van 19 miljard Amerikaanse dollar.

## Galerij

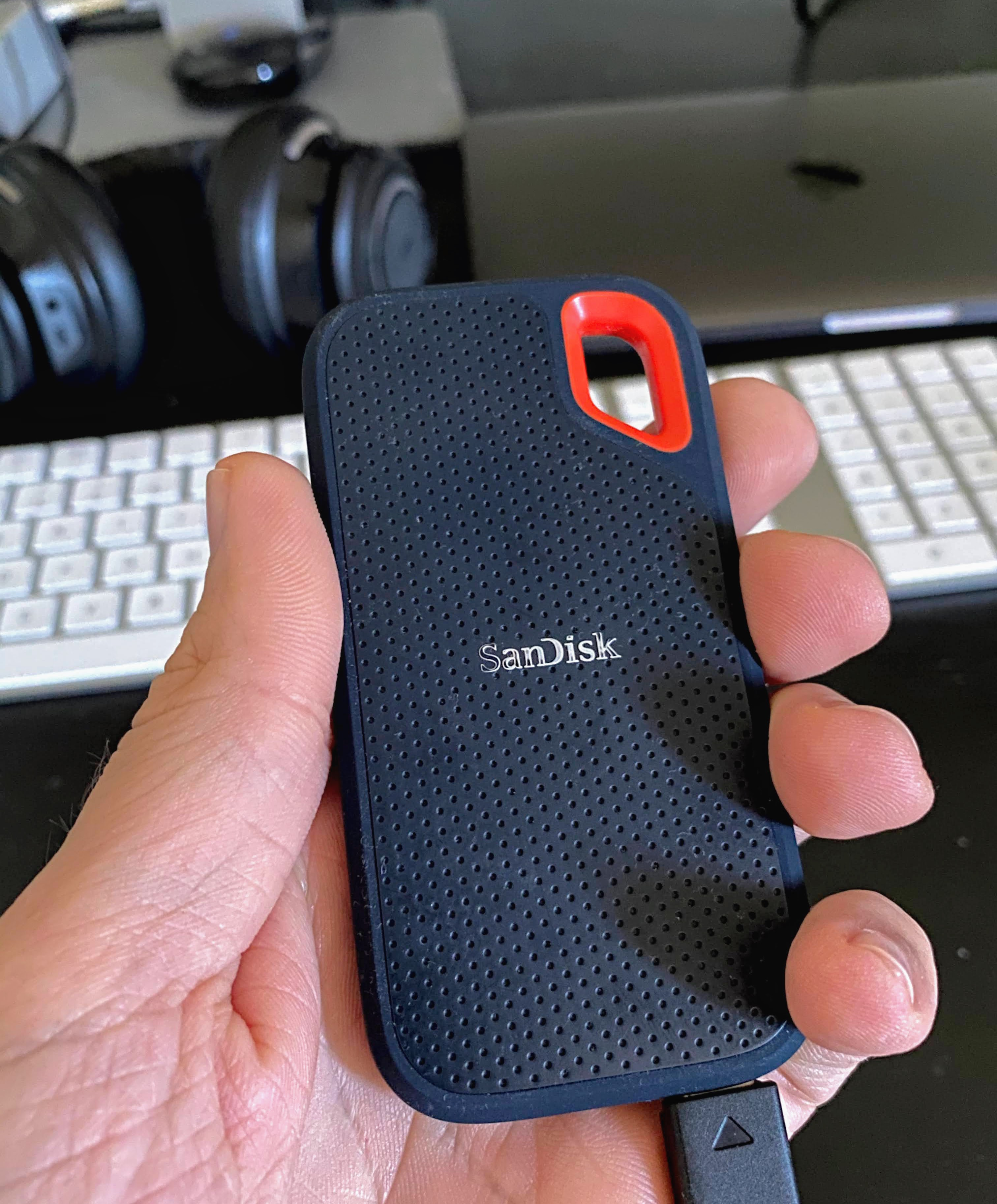
Een draagbare SSD
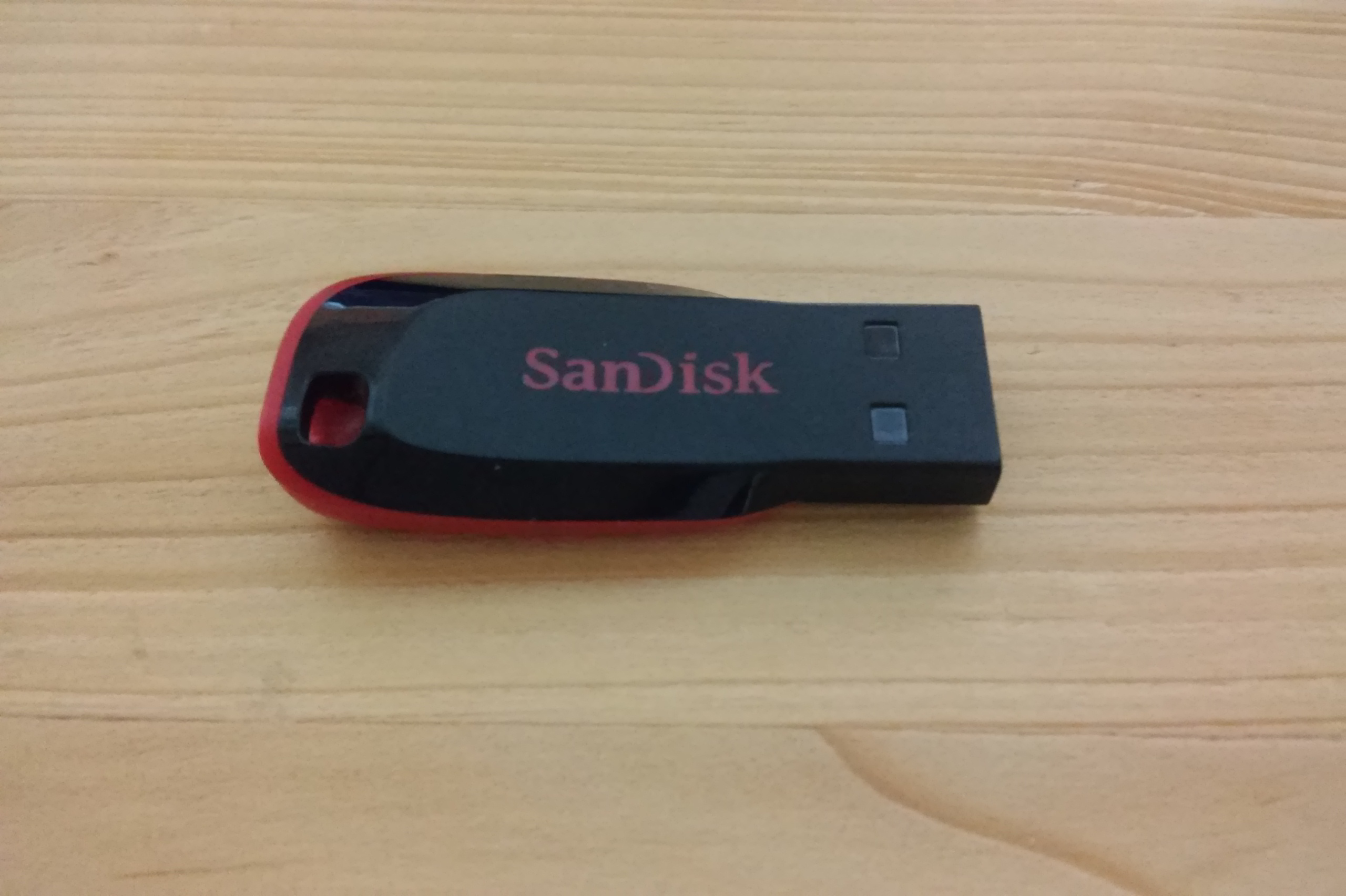
USB-stick
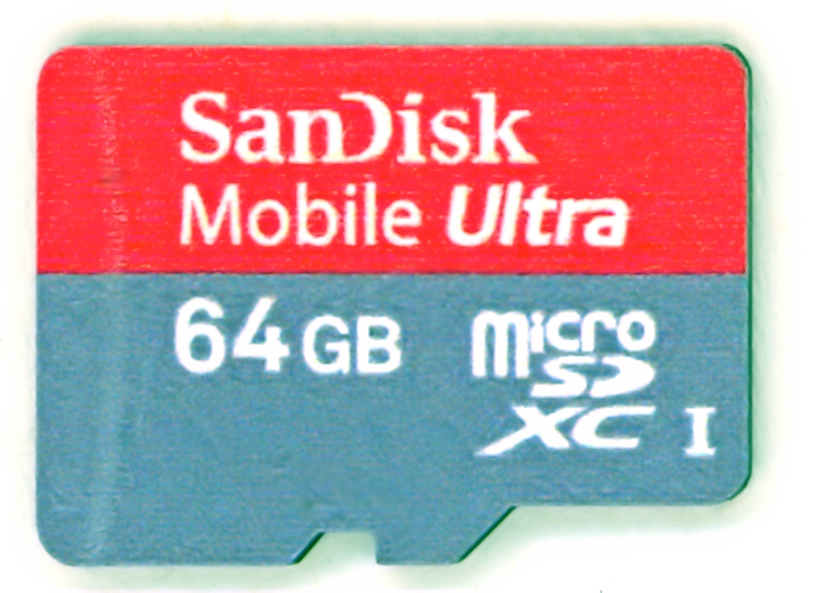
Micro-SD-kaart